# Sendeh
Sendeh (također se piše Sende, Senday, Sainday, Sayn-Day i na druge načine.) Sendeh je heroj kulture prevaranata/transformatora plemena Kiowa. Za razliku od duhova prevaranata u većini ravničarskih indijanskih plemena, Sendeh je dosljedno prikazan kao čovjek, a ne životinja poput kojota ili pauka; i iako se tradicionalne priče često vrte oko Sendeha koji uzrokuje nestašluke, upada u nevolje i ponaša se na duhovito neprikladan način, on je općenito benigni lik koji ne čini zle radnje i često pomaže narodu Kiowa.